# Verchozim
Verchozim (in russo Верхози́м?) è un insediamento di tipo urbano della Russia europea centrale, situato nel Kuzneckij rajon dell'oblast' di Penza.
Si trova sul fiume Kadada, 35 km a sud-ovest di Kuzneck.